# Catstone Hill
Der Catstone Hill ist ein Hügel in den Pentland Hills. Die 448 m hohe Erhebung liegt im Zentrum des südlichen Teils der rund 25 km langen Hügelkette in der schottischen Council Area Scottish Borders.
Die nächstgelegenen Ortschaften sind West Linton sowie der Weiler Dunsyre in jeweils fünf Kilometern Entfernung im Osten beziehungsweise Südwesten. Zu den umgebenden Hügeln zählen der Millstone Rig im Nordwesten, der Craigengar im Norden, King Seat im Osten, der Mendick Hill im Südosten sowie der Bleak Law im Südwesten.

## Umgebung
An den Flanken des Catstone Hills entspringen mehrere Bäche. Zwei von der Nord- beziehungsweise Ostflanke abfließende Bäche münden in den Hauptzufluss des West Water Reservoirs. Der Stausee selbst liegt am Fuße der Osthänge des Catstone Hills. Er wurde 1969 zur regionalen Wasserversorgung errichtet.
Im Südosten des Hügels finden sich zwei Cairns unbekannten Alters. In diesem Gebiet wurden des Weiteren jungsteinzeitliche Artefakte entdeckt. Neben Überresten verschiedener bearbeiteter Steine, die als Werkzeuge gedient haben, wurden Scherben von Speisengefäßen freigelegt.
Bei Niedrigwasser bilden sich im West Water Reservoir verschiedene Inseln. Durch Erosion wurde auf einer der Inseln ein bronzezeitlicher Friedhof freigelegt, der umfassend archäologisch erfasst wurde und die frühzeitliche Nutzung des Hügels belegt.
Am entlang der Südwestflanke verlaufenden Medwin Water findet sich in Aufzeichnungen am Fuße des Catstone Hills ein als „Roger’s Kirk“ bezeichnet Ort. Ob es sich hierbei um eine Kapelle handelte, ist nicht gesichert. Zwar existiert eine Zeichnung einer ruinösen Kapelle, doch erscheint ein Bauwerk an diesem Ort unwahrscheinlich. Die Steinhaufen könnten unter diesem Namen auch als Versammlungsort von Covenantern genutzt worden sein. Möglicherweise wurde auch nur eine Schlucht so bezeichnet.